# Kamenná (district de Jihlava)
Pour les articles homonymes, voir Kamenná.
Kamenná (en allemand : Bergersdorf) est une commune du district de Jihlava, dans la région de Vysočina, en République tchèque. Sa population s'élevait à 186 habitants en 2024.

## Géographie
Kamenná se trouve à 6 km au nord-ouest de Polná, à 14 km au nord-nord-est de Jihlava et à 108 km à l'ouest de Prague.
La commune est limitée par Věžnice au nord et à l'est, par Polná à l'est, par Dobronín au sud et par Štoky à l'ouest.

## Histoire
La première mention écrite de la localité date de 1308.

## Transports
Par la route, Kamenná se trouve à 6 km de Polná, à 20,5 km de Jihlava et à 127 km de Prague.